# ورنن دالهارت
ورنن دالهارت (انگلیسی: Vernon Dalhart؛ ۶ آوریل ۱۸۸۳ – ۱۴ سپتامبر ۱۹۴۸) یک موسیقی‌دان اهل ایالات متحده آمریکا بود.